# Kreis Stadthagen
| Basisdaten            | Basisdaten           |
| --------------------- | -------------------- |
| Deutscher Bundesstaat | Schaumburg-Lippe     |
| Verwaltungssitz       | Stadthagen           |
| Fläche                | 220 km² (1939)       |
| Einwohner             | 28.389 (1939)        |
| Bevölkerungsdichte    | 129 Einw./km² (1939) |
| Gemeinden             | 35 (1939)            |

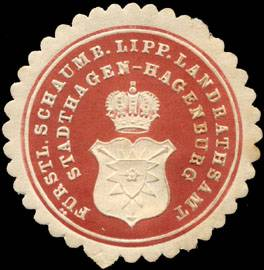
Siegelmarke Fürstlich Schaumburg Lippisches Landratsamt Stadthagen-Hagenburg

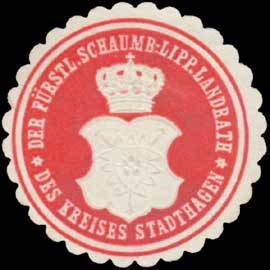
Siegelmarke Fürstlich Schaumburg Lippische Landrat Stadthagen

Der Kreis Stadthagen war von 1899 bis 1946 ein Landkreis in Schaumburg-Lippe. Der Kreissitz war in Stadthagen.

## Geschichte
Im Fürstentum Schaumburg-Lippe wurden 1879 die Ämter Hagenburg und Stadthagen zum neuen Amt Stadthagen-Hagenburg vereinigt, das 1884 in den Landratsamtsbezirk Stadthagen-Hagenburg und schließlich 1899 in den Kreis Stadthagen umgewandelt wurde. Die Stadt Stadthagen blieb zunächst kreisfrei und wurde erst 1934 in den Kreis Stadthagen eingegliedert.
Im Zuge der Gleichschaltung nach der nationalsozialistischen Machtergreifung verloren die schaumburg-lippischen Kreise zunehmend ihre individuelle Bedeutung. Am 14. Juni 1935 schlug der nationalsozialistische Landespräsident Karl Dreier in einer Denkschrift die Zusammenlegung der beiden Kreise vor, was aber wegen des befürchteten Nebeneinanders des Land- und des Kreistages nicht erfolgte. Allerdings wurde der sozialdemokratische Bückeburger Landrat Erwin Loitsch aus seinem Amt entfernt, das der konservative Stadthagener Landrat Richard Seebohm vorübergehend zusätzlich übernahm. Dieser wurde bei seinem Ruhestand am 1. Oktober 1936 in dieser Rolle vom nationalsozialistischen Ortsgruppenleiter Hermann Gebbers zunehmend ersetzt, der schon seit Juni 1933 kommissarisch, seit März 1934 endgültig den Kreis Bückeburg leitete. Faktisch wurde somit die nach 1945 verwirklichte Zusammenlegung der zwei Kreise vorweggenommen.
Bei der Bildung von Niedersachsen im Jahre 1946 wurde der Kreis Stadthagen mit dem benachbarten Kreis Bückeburg zum neuen Landkreis Schaumburg-Lippe zusammengeschlossen.

## Einwohner

### Kreis
| Einwohner        | 1900   | 1910   | 1925   | 1939   |
| ---------------- | ------ | ------ | ------ | ------ |
| Kreis Stadthagen | 17.740 | 18.826 | 19.068 | 28.389 |

### Gemeinden
Gemeinden des Kreises Stadthagen mit mehr als 700 Einwohnern (Stand 1939):
| Gemeinde         | Einwohner |
| ---------------- | --------- |
| Großenheidorn    | 1.256     |
| Hagenburg        | 1.185     |
| Hespe-Hiddensen  | 758       |
| Lindhorst        | 1.027     |
| Niedernwöhren    | 1.592     |
| Nienstädt        | 1.397     |
| Nordsehl         | 754       |
| Pollhagen        | 869       |
| Stadthagen       | 8.606     |
| Steinhude        | 2.587     |
| Wendthagen-Ehlen | 774       |

## Gemeinden
Dem Kreis gehörten die folgenden Gemeinden an:
|  | Altenhagen Bergkirchen Enzen Großenheidorn Habichhorst-Blyinghausen Habrihausen (nach 1910 zu Stadthagen) Hagenburg (Flecken) Hespe-Hiddensen Heuerßen Hobbensen Hörkamp-Langenbruch Hülshagen | Kobbensen Krebshagen Kuckshagen Lauenhagen Lindhorst Lüdersfeld Meerbeck Niedernholz Niedernwöhren Nienbrügge Nienstädt Nordsehl | Obernwöhren Pollhagen Probsthagen Reinsen-Remeringhausen Schmalenbruch-Windhorn Stadthagen (Stadt, seit 1934 im Kreis) Steinhude (Flecken) Volksdorf Vornhagen Wendthagen Wiedenbrügge Wölpinghausen |

## Landräte
- Christian Ballerstedt (1894–1898)
- Julius von Oheimb (1898–1916)
- Richard Seebohm (1916–1936)
- Hermann Gebbers (1936–1945)[3]